# Eligmodontia hirtipes
La laucha colilarga de patas peludas (Eligmodontia hirtipes) es una especie de roedor de pequeño tamaño del género Eligmodontia de la familia Cricetidae. Habita en el centro-oeste de Sudamérica.

## Taxonomía
Este taxón fue descrito originalmente en el año 1902 por el zoólogo británico Oldfield Thomas.
Localidad tipo
La localidad tipo referida es: “Challapat, 3750 msnm, lago Poopó, Oruro, Bolivia”.
Caracterización y relaciones filogenéticas
Esta especie forma un clado con Eligmodontia morgani. Fue tratada como un sinónimo de Eligmodontia puerulus (Philippi, 1896) o una subespecie de esta última, pero evidencias cariotípicas y moleculares avalan su tratamiento específico. La subespecie: Eligmodontia hirtipes jacunda fue descrita del noroeste argentino (Jujuy, departamento Cochinoca, Abra Pampa).

## Distribución geográfica y hábitat
Esta especie habita en zonas arbustivas, áridas o semiáridas de áreas altiplánicas de elevada altitud, en el sudoeste de Bolivia, el sur del Perú y el nordeste de Chile hasta cerca de la frontera con la Argentina, país en el que se la citó de las provincias de Jujuy y Salta, aunque esto fue puesto en duda.  